# Мистецтво вибору дівчини
Мистецтво вибору дівчини (оригінальна назва англійською мовою: Boy Gets Girl) — театральна п'єса, написана в 2000 році однією з сучасних американських театральних письменниць Ребеккою Гілман. Вперше робота була виставлена 13 березня 2000 року в театрі Гудмена в Чикаго.
Головна героїня вистави — Тереза Бедель, успішна та розумна тридцятирічна жінка. За порадою подруги, Тереза зустрічається з незнайомцем і її життя різко змінюється.

## Персонажі
- Тереза Бедель
- Тоні
- Говард Зігель
- Мерсер Стівенс
- Гаррієт
- Дет. Медлен Бек
- Лес Кенкат

## Тема
Подруга призначає побачення Терезі із симпатичним хлопцем на ім'я Тоні, який працює в комп'ютерній індустрії. Хоча їх зустріч була трохи невдалою, Тереза дає Тоні другий шанс. Наприкінці другого побачення жінка вирішує, що чоловік не для неї, і чемно пояснює, що не хоче бачити його знову. З цього дня Тоні починає переслідувати Терезу. Він відвідує Терезу на роботі, залишає повідомлення на телефоні. Тереза почала панікувати, коли зрозуміла, що Тоні стало відомо її місце проживання. За порадою подруги вона звертається до поліції по допомогу. Але чим далі, тим стає зрозуміліше, що з цим ніхто нічого не може зробити. Поліція рекомендує Терезі переїхати кудись і змінити ім'я. І, як би вона не намагалася сховатися від Тоні, з жахом вона нарешті усвідомлює, що чоловік взяв повний контроль над її життям. Розуміючи, що вона повільно втрачає свою особистість і людяність, Тереза змінює своє ім'я та переїжджає з Нью-Йорка в Денвер.

## Постановка
П'єса була поставлена в Манхеттенському театральному клубі в Нью-Йорку, а акторський склад був з Чикаго. Виставу також поставили в Лондоні в 2001 році в Королівському придворному театрі під керівництвом Яна Ріксона. Катрін Картлідж зіграла головну роль. Також була поставлена в Дубліні в 2003 році та в Еванстоні, штат Іллінойс, у 2006 році. Джейсон Тайн-Ціммерман знявся в його постановці в Еванстоні. Робота також була продемонстрована театром Талімхане в Стамбулі. Гюнеш Бербероглу зіграв головну роль у «Мистецтві вибору дівчат» режисера Мехмета Ергена. Гюнеш Бербероглу виконував свою роль разом з такими акторами як Бахтіяр Енгін, Ече Діздар, Кубілай Камлідаг, Джем Куртоглу, Сема Магара, Серхет Татумлуер і Фатіх Денмез.

## Нагороди та номінації
- 2001 Номінація Премія "Зовнішнє коло критиків", премія Джона Гаснера, Ребекка Гілман
- Премія Люсіль Лортель у 2001 році:
  - Видатна актриса, Мері Бет Фішер (номінантка)
  - Видатний головний актор, Говард Вітт (номінант)
- Премія Лоуренса Олів'є 2002 року за найкращу нову п'єсу (номінація) [11]